# Placca cimmeriana

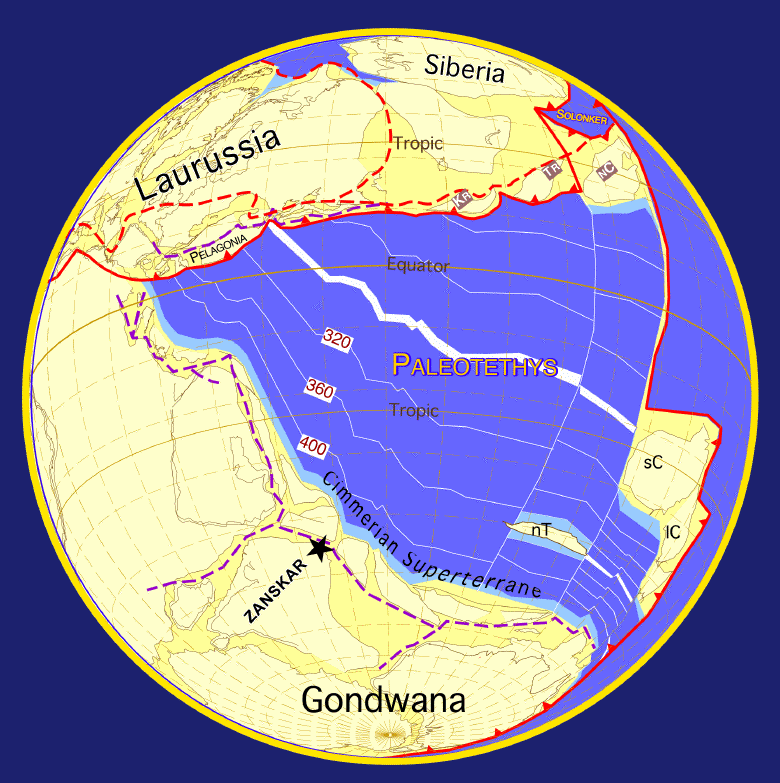
La placca cimmeriana era ancora unita al supercontinente Gondwana ~290 milioni di anni fa, nel Permiano inferiore.

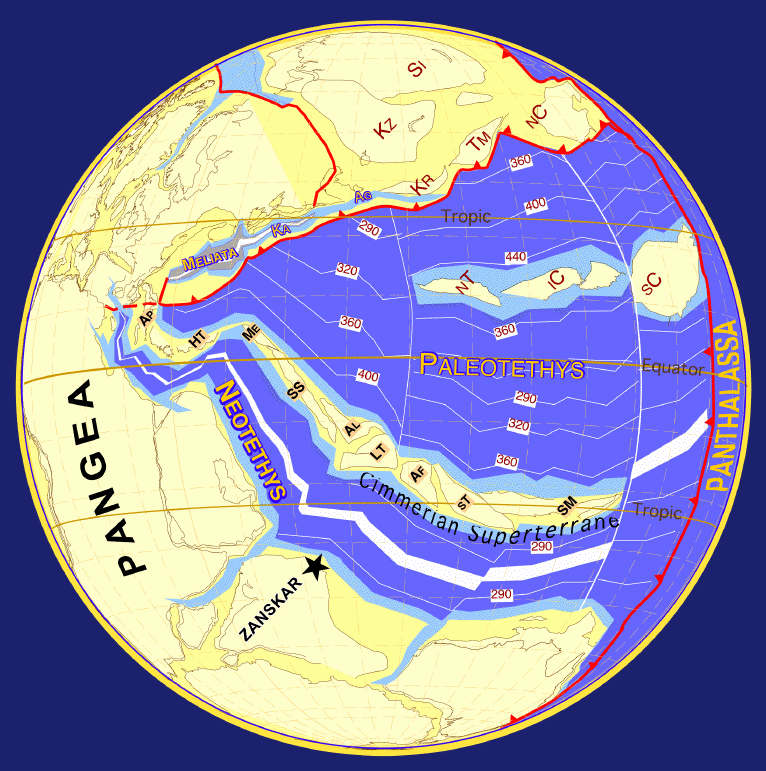
La placca cimmeriana cominciò a spostarsi verso nord in direzione del supercontinente Laurasia ~249 milioni di anni fa, al passaggio tra Permiano e Triassico.

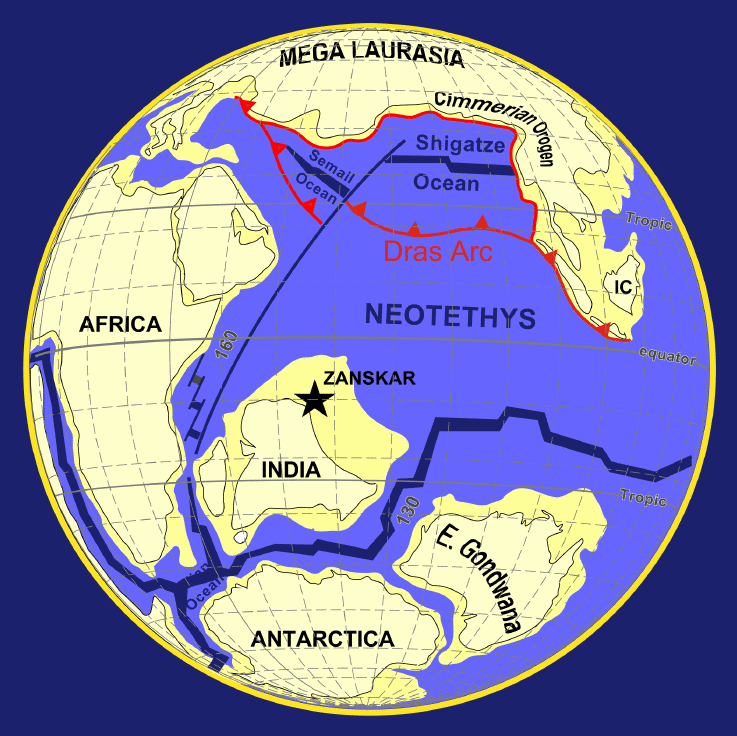
La placca cimmeriana entrò in collisione con la Laurasia all'incirca 200-190 milioni di anni fa (Cretaceo). In seguito alla collisione si formarono catene montuose e la Fossa della Tetide.

La placca cimmeriana era un'antica placca tettonica della litosfera terrestre, che comprendeva parti delle odierne Anatolia, Iran, Afghanistan, Tibet, Indocina e Penisola malese.

## Caratteristiche
La placca cimmeriana faceva parte dell'antico subcontinente Pangea, la cui forma assomigliava a una grande "C" rivolta verso est e al cui interno si trovava l'oceano Paleotetide. All'estremità orientale della Paleotetide, corrispondente all'attuale Cina, si trovavano due microcontinenti. Attorno a 300 milioni di anni fa cominciò ad aprirsi un rift in direzione est, nel braccio meridionale del continente, le regioni corrispondenti alle attuali Australia, Antartide, India, Africa e Arabia. Si trattava del microcontinente Cimmeria. Dietro a questo microcontinente si formò un nuovo oceano, la Tetide, che con il suo allargamento spinse Cimmeria e il fondale della Paleotetide in direzione nord verso la Laurasia, il braccio settentrionale della Pangea.
Nel movimento verso nord, il fondale della Paleotetide andò in subduzione al di sotto della Laurasia mentre Cimmeria entrò in collisione con la Laurasia, dapprima nell'estremità occidentale attorno a 220 milioni di anni fa; successivamente la Paleotetide scomparve del tutto, chiudendosi da ovest a est. La collisione dei continenti diede luogo all'orogenesi cimmeriana, con la formazione di catene montuose lungo la linea di sutura. All'estremità orientale, Cimmeria entrò in collisione circa 200 milioni di anni fa con i microcontinenti cinesi, e l'orogenesi cimmeriana si estese su tutto il margine settentrionale della placca. La maggior parte della Paleotetide scomparve 150 milioni di anni fa. Si formarono altre catene montuose quando l'estremità settentrionale delle placche cinesi entrò in collisione con la Laurasia circa 200 milioni di anni fa (Giurassico inferiore). Si formò così la fossa della Tetide nella parte meridionale di Cimmeria, in subduzione dell'oceano Tetide che portò alla formazione di archi insulari e nuove catene montuose in quest'area.
Il rift della Tetide si estese verso ovest dividendo la Pangea in due parti, mentre la formazione dell'Oceano Atlantico portò alla separazione del supercontinente Laurasia a nord e della Gondwana a sud. Attorno a 150 milioni di anni fa anche la Gondwana cominciò a fratturarsi, e i continenti di India e Africa-Arabia cominciarono un movimento di traslazione in direzione nord verso la Laurasia, di cui la Cimmeria forma la costa meridionale.
L'Africa-Arabia e l'India finirono con il collidere con l'Asia circa 30 milioni di anni fa, riunendo la Cimmeria con i suoi precedenti vicini della Gondwana e piegando la Cimmeria per formare le Alpi, il Caucaso, Monti Zagros, l'Hindu Kush, il Pamir, i monti Sulaiman, l'altopiano iranico, l'Himalaya, l'altopiano del Tibet e le alture della Birmania. Quest'ultimo processo è noto come orogenesi alpina.